# الدوري الهولندي الممتاز 1952–53
الدوري الهولندي الممتاز 1952–53 (بالهولندية: Nederlands landskampioenschap voetbal 1952/53)‏ هو موسم من الدوري الهولندي الممتاز. أشرف على تنظيمه الاتحاد الملكي الهولندي لكرة القدم، وفاز فيه ريسينغ  هيمستيده ‏.